# Пура (приток Камы)
Пура — река в России, протекает по Афанасьевскому району Кировской области. Устье реки находится в 1580 км от устья Камы по левому берегу. Длина реки составляет 15 км.
Исток реки на Верхнекамской возвышенности в 23 км к северо-западу от посёлка Афанасьево. Река течёт на северо-восток по лесному массиву. До впадения справа реки Полуденная Пура называется также Северной Пурой. В месте впадения Полуденной Пуры на правом берегу деревня Пура (Ичетовкинское сельское поселение). Впадает в Каму в 5 км к юго-западу от села Бисерово (Бисеровское сельское поселение).

## Данные водного реестра
По данным государственного водного реестра России относится к Камскому бассейновому округу, водохозяйственный участок реки — Кама от истока до водомерного поста у села Бондюг, речной подбассейн реки — бассейны притоков Камы до впадения Белой. Речной бассейн реки — Кама.
Код объекта в государственном водном реестре — 10010100112111100000429.